# Leycesteria
Leycesteria é um gênero botânico pertencente a família das Caprifoliaceae.
É nativo da região temperada da Ásia, no Himalaia, e do sudeste da China
O gênero é formado por 7 espécies de arbustos, com hastes de madeira macia, podendo alcançar de 1 a 2,5 m de altura. A  Leycesteria formosa é uma planta ornamental muito popular na Inglaterra.

## Espécies
| - Leycesteria crocothyrsos - Leycesteria formosa - Leycesteria glaucophylla - Leycesteria gracilis | - Leycesteria sinensis - Leycesteria stipulata - Leycesteria thibetica |